# Kwa Geok Choo
Kwa Geok Choo (21 de dezembro de 1920 - 2 de outubro de 2010) foi uma singapuriana conhecida por ter sido a esposa do ex-primeiro-ministro Lee Kuan Yew.